# Канлаон
Канлаон (себ. Kanlaon) — действующий стратовулкан в северно-центральной части острова Негрос на Филиппинах, в центральных провинциях Негрос-Оксиденталь и Негрос-Ориенталь. Находится примерно в 32 км к юго-востоку от города Баколод. Один из крупнейших активных вулканов на Филиппинах. Высота над уровнем моря — 2465 м, диаметр основания — 30 км. У подножия вулкана расположен национальный парк Маунт-Канлаон площадью 245 км², с труднопроходимой лесистой местностью, кратерами и горячими источниками.

## Описание
Один из крупнейших активных вулканов на Филиппинах. Высота составляет 2465 м, диаметр основания — 30 км. Самая высокая точка на Висайских островах. Расположен на северно-центральной части острова Негрос, в центральных провинциях Негрос-Оксиденталь и Негрос-Ориенталь. Находится примерно в 32 км к юго-востоку от города Баколод. Национальный парк Маунт-Канлаон у подножия вулкана занимает площадь в 245 км², представляет собой труднопроходимую лесистую местность с кратерами и горячими источниками; также на этой территории обитают дикие животные — обезьяны, олени, кабаны.

## Извержения

### 2024 год
Извергся в декабре 2024 года; из шестикилометровой зоны было эвакуировано около 47 тысяч жителей.

### 2025 год
8 апреля 2025 года в 5:51 по местному времени вулкан вновь проснулся, выбросив столб пепла и дыма высотой 4000 м. В районе вулкана был объявлен третий уровень опасности. Въезд в шестикилометровую зону вулкана был закрыт; в школах отменены занятия.
13 мая 2025 года извержение произошло в 2:55 по местному времени и продлилось около пяти минут. Во время извержения вулкан выбросил столб пепла высотой 4500 метров, сформировалось мощное серовато-пепельное облако. На близлежащих территориях был объявлен третий уровень вулканической опасности, подразумевающий повышенный риск излияния лавы и вероятность опасного извержения в течение нескольких недель.